# Polens økonomi
Polens økonomi er en industrialiseret blandingsøkonomi med et udviklet marked der er den sjettestørste nominelle BNP i EU og den femtestørste BNP efter købekraftsparitet.
Landet har et universelt frit offentlig sundhedssystem, der betyder at alle lægeaftaler, behandlinger, operationer og ophold på hospitaler er gratis. Det er også et af de få lande i Europa, og verden, der har et fuldstændigt gratis videregående uddannelsessystem, hvilket betyder at landets statsborgere ikke betaler for at gå på offentlige universiteter (og størstedelen af landets universiteter er offentlige). Polen har omfattende gratis offentlig børnepasning for børn inden skolealderen, der omfatter 5 timers offentlig pasning om dagen for 3-5-årige, og yderligere timer koster en symbolsk betaling. Barselsordninger er generelt gode i forhold til resten af verden, idet moderen modtager 80% af sin løn i 12 måneder, og barslen kan deles med faderen.
Siden 1988 har Polen søgt en politik med økonomisk liberalisering. Landet bliver af mange betragtet som den mest succesfulde postkommunistiske nation. Polens økonomi var den eneste i EU, der undgik en recession under finanskrisen 2007-2009. I 2019 havde den polske økonomi haft stabil vækst i 28 år, hvilket var rekord i EU. På verdensplan har kun Australien overgået denne rekord. BNP per indbygger er steget med gennemsnitligt 6% om året i de forgangne 20 år, hvilket er det højeste i Centraleuropa. Polen har syvdoblet sit BNP siden 1990.
Polen er en af de største immigrationsdestinationer i EU, og har tiltrukket flere immigranter uden for EU end noget andet EU-land i flere år. Det er også et af de største modtagerlande for flygtninger.
Verdensbanken klassificerer Polen som et højindkomstland, som rangerer som nr. 20 efter BNP (PPP) og 22 efter nominel BNP. Polen er en højt diversificeret økonomi, der rangerede som nummer 21 på Economic Complexity Index' liste over økonomisk kompleksitet i 2017. Det største bidrag til Polens økonomi er servicesektoren (62,3%), efterfulgt af industri (34,2%) og landbrug (3,5%). Med den økonomiske reform i 1989 blev den polske udenlandsgæld hævet fra $42,2 mia. i 1989 til $365,2 mia. i 2014. Polen eksporterede varer for $224,6 mia. i 2017. De største varergrupper inden for eksport er maskiner, elektronik, biler, møbler og plastikvarer.
Ifølge Polens Statistik var den polske vækstrate 3,7% i 2010, hvilket var det bedste resultat i Europa. I 2014 voksede økonomien 3,3% og i 2015 3,8%. I 2016 var væksten lavere, men stimuli fra regeringen kombineret med et strammere arbejdsmarked i slutningen af 2016 fik genstartet væksten. I 2017 estimerede Polens Statistik at væksten var 5,2%.
Den 29. september 2017 ændrede FTSE Russell Polens markedsstatus fra vækstøkonomi til udviklet marked.
Ifølge Eurostat havde Polen en højere mindsteløn end USA målt på købekraftsparitet i 2020.